# Maties Delcor
Maties Delcor i Alexis (Palau de Cerdanya, 1919 — Montpeller, 20 d'agost del 1992) va ser un sacerdot i arabista nord-català, especialista en textos bíblics i llengues semítiques.
.

## Biografia
Va cursar formació religiosa al sud de França i va ser ordenat sacerdot catòlic a Perpinyà
Després d'estudiar a l'«École Pratique des Hautes Études» de la Sorbona de París, ho feu a la universitat de Heidelberg d'Alemanya i va obtenir una beca per fer recerca a Jerusalem anys 1950 i per a estudiar a l'«Escola d'Arqueologia» d'aquesta ciutat d'Israel. De l'any 1958 en endavant va ser professor d'hebreu i altres llengües semítiques a la Universitat Catòlica de Tolosa (Institut Catholique de Tolouse), i va ser director del «1er Congrés Internacional d'Història de Puigcerdà» l'any 1977. Es dedicà a l'estudi dels manuscrits de la mar Morta, i al de la història de la Catalunya del Nord, i publicà molts treballs sobre els dos temes. Participant del moviment Nostra Terra, col·laborà a les revistes Études Roussillonnaises, Les Cahiers de Saint Michel-de-Cuixa (que dirigí), la revista Urgellia i la revista Conflent entre d'altres, ensems que col·laborà en l'obra Catalunya Romànica. Va ser membre corresponent de l'Institut d'Estudis Catalans (que el 1971 li atorgà el premi "Francesc Vives") i de la Reial Acadèmia de Bones Lletres de Barcelona.
El seu fons documental és arxivat als «Archives Départamentales des Pyrénées-Orientales». La biblioteca personal, de 4.583 volums, principalment sobre història medieval nord catalana, va ser donada pels hereus de Delcor a l’«Arxiu Comarcal de la Cerdanya» on es varen traslladar l’any 2015. Es va iniciar la seva catalogació i la inserció al «Catàleg de les Biblioteques Especialitzades de la Generalitat de Catalunya (CBE)»
Una associació de Palau, Les amis de Mathias Delcor, en conserva el record.

## Obres
(selecció)
- Les Manuscrits de la Mer Morte, part del llibre Israël Paris: Nagel, 1953
- Alfons Deissler, Mathias Delcor Les petits prophètes Paris: Letouzey et Ané, 1961-1964
- Les hymnes de Qumram Paris: Letouzey et Ané, 1962
- Les Juifs de Puigcerda au XIIIe siecle, article a Sefarad XXVI (1966), p. 18-46
- Le Livre de Judith et l'époque grecque, article a Klio. Beiträge zur Alten Geschichte 49 (1967), p. 151-179
- Une Inscription funéraire araméenne trouvée à Daskyleion en Turquie, article a Le muséon: revue d'études orientales LXXX (1967), p. 301-314
- Two special meanings of the word in biblical hebrew, article a Journal of semitic studies 12, 2 (autumn 1967), p. 230-240
- Une Inscription bilingue étrusco-punique récemment découverte à Pyrgi: son importance religieuse, article a Le muséon: révue d'études orientales 1968, p. 241-254
- Une inscription en langue hébraique dans l'ancienne église abbatiale d'Arles-sur-Tech (Pyrénées-Orientales), article a Revue études juives CXXVII, 1 (1968), p. 97-101
- Les Sources du chapitre VII de Daniel, article a Vetus Testamentum vol. XVIII 3 (1968), p. 290-312
- Le Temple d'Onias en Égypte, article a Revue biblique LXXV (1968), p. 188-203
- Le Testament de Job, la prière de Nabonide et les traditions targoumiques, article a Bibel und Qumran 1968, p. 57-74
- Le Texte hébreu du cantique de Siracide LI, 13 et SS. et les anciennes versions, article a Textus: annual of the Hebrew University Bible Project VI (1968), p. 27-47
- Les verges romàniques de la Cerdanya i el Conflent en la història i en l'art Barcelona: Rafael Dalmau, 1970 (edició francesa paral·lela: Les Vierges romanes de Cerdagne et Conflent dans l'histoire et dans l'art Perpinyà: Rafael Dalmau, 1970)
- Le livre de Daniel, tesi doctoral, Paris: J. Gabalda et Cie, 1971
- Le Deutero-Zacharie, tesi doctoral en teologia
- L'"Ascension d'Isaïe" à travers la prédication d'un évêque cathare en Catalogne au quatorzième siècle, article a Annales du Musée Guimet. Revue de l'Histoire des Religions 1973, p. 157-178
- Des diverses manières d'écrire le tétragramme sacré dans les anciennes documents hébraïques, article a Annales du Musée Guimet. Revue de l'Histoire des Religions (s.a.), p. 145-173
- Le Testament d'Abraham Leiden: E.J. Brill, 1973 ISBN 90-04-03641-5
- Religion d'Israël et Proche-Orient ancien, des Phéniciens aux Esseniens Leiden: E.J. Brill, 1976 ISBN 90-04-04580-5
- Estudis històrics sobre la Cerdanya Barcelona: Barcino, 1977 ISBN 8472260216
- Mito y tradición en la literatura apocalíptica Madrid: Cristiandad, cop. 1977 ISBN 8470572083
- Les XXVIIe journées bibliques de Louvain. 25-27 août 1976: Qumrân trente ans après, article a Revue études juives CXXXVI, 3/4 (1977), p. 497-500
- Qumrân: sa piété, sa théologie et son milieu Leuven: University Press, 1978 ISBN 2-8011-0154-0
- L'Hospice et l'église de Sant Vicenç de Pinsent à la limite orientale du Comté de Cerdagne: XIIe siècle, article a Les Cahiers de Saint-Michel de Cuxa 10 (1979), p. 143-152, 4 làm
- Études bibliques et orientales de religions comparées Leiden: E.J. Brill, 1979 ISBN 90-04-06101-0
- La société cathare en Cerdagne, nobles et bergers du XIIe au XIVe siecle Toulouse: Imp. du Midi, 1980
- Quelques aspects de l'iconographie de l'Ange dans l'art roman de Catalogne: les sources ectites et leur interpretation, article a Les Cahiers de Saint-Michel de Cuxa 13 (jul. 1982), p. 153-186+6 f. de làm
- Introduction à la litterature essenienne (traducció castellana: Introducción a la literatura esenia de Qumrán Madrid: Cristiandad, 1982 ISBN 84-7057-326-8
- Les Vierges romanes tardives du Rousillon dans l'histoire et dans l'art, article a Les Cahiers de Saint-Michel de Cuxa 15 (1984), p. 101-142
- La correspondance des savants européens, en quête de manuscrits, avec les Samaritains du XVIe au XIXe siècle, article a Études Samar. (1985), p. 27-43, VII fac-sim.
- Joseph Puig i Cadafalch historien de l'art roman, article a Les Cahiers de Saint-Michel de Cuxa 16 (jul. 1985), p. 25-50
- Les ordres mendiants à Puigcerda Perpinyà: Société Agricole Scientifique et Litteraire des Pyrénées Orientales, 1987
- La Recherche qoumrânienne pendant la dernière décennie, 1976-1987, article a Folia. Or. 25 (1988), p. 3-31
- A la mémoire de Jean Carmignac (1914-1986), necrologia a Folia. Or. 25 (1988), p. 233-240
- Història de Palau de Cerdanya 1989
- Ermengol, eveque d'Urgell et son oeuvre (1010.1035), de l'histoire á l'hagiographie, article a Les Cahiers de Saint-Michel de Cuxa 20 (jul. 1989), p. 161-190
- Environnement et tradition de l'Ancien Testament Kevelaer: Butzon und Bercker, 1990 ISBN 3-7666-9675-0
- L'Iconographie des descentes de croix en Catalogne à l'époque romane: description, origine et signification, article a Les Cahiers de Saint-Michel de Cuxa 22 (jul. 1991), p. 179-202
- Les apocalypses juives Paris: Berg international, 1995 ISBN 2-900269-95-4
- La Cerdanya, el Conflent Barcelona: Publicacions de l'Abadia de Montserrat, 1995 ISBN 8477399514